# Julián Barón
Julián Barón  (Castellón de la Plana, España; 1978) es un fotógrafo español. Recibió la mención de honor en el First PhotoBook Award, Paris Photo-Aperture Foundation, por su primer libro, C.E.N.S.U.R.A. (2011).

## Biografía y carrera artística
Estudió ingeniería industrial y dejó su trabajo para formar parte del colectivo BlankPaper de Madrid. Dirigió y fue profesor de fotografía de la BlankPaper Escuela de Valencia, desde 2008 hasta 2015.
Durante la década de 2010 ha generado un conjunto de trabajos visuales indagando sobre los problemas del contexto sociopolítico del país. Estos proyectos incluyen diversos formatos de expresión: vídeo, fotografía, audios, libros y collages. Uno de sus principales objetivos es plantear nuevas perspectivas de discurso cuestionando los discursos oficiales sobre la historia, la memoria y la identidad mediante la imagen.  
Publicó C.E.N.S.U.R.A, su primer libro, en 2011 el cual le sirvió para obtener la mención de honor en el First Photobook Awards, Paris Photo Aperture Foundation. Consiguió una nominación por Fannie Escoulen para el Discovery Prize-Rencontres d’Arles en 2015 donde presentó el asentamiento del Régimen Visual a través de sus tres proyectos visuales: C.E.N.S.U.R.A , TAUROMAQUIA  y Los Últimos Días Vistos Del Rey.  Su trabajo ha tenido repercusión y ha sido publicado en festivales y medios como Fundación Mapfre en España, Netherlands Fotomuseum en Países Bajos, Get It Louder en Beijing, ChangJiang Biennale en Chongqing y Centre d’Art Pompidou-Metz en Francia. 
En el año 2014 creó, junto a Jon Cazenave, Horizon, un laboratorio abierto adaptado el espacio y la luz de la Galerie du 10 de Institut Français de Madrid. Participó en la exposición de P2 Prácticas de la Fotografía Contemporánea Española y en la exposición PhotoEspaña organizada por Charlotte Cotton, Iñaki Domingo y Luis Díaz. Fue comisario de la presentación de 111 fotógrafos españoles en la pieza audiovisual "No Comment", que fue proyectada en el Espacio Fundación Telefónica dentro del ciclo de proyecciones de PhotoEspaña Destellos Deslumbramiento y Rupturas: Una Crónica De La Fotografía Española Contemporánea, dirigido por Alejandro Castellote.
Desde 2015 ha creado y dirigido imagenred.org , un proyecto en línea de perfil pedagógico, colaborativo y transversal, impulsado por la Fundación Foto Colectania. Un año más tarde creó, junto al departamento educativo PSV, un conjunto de ejercicios para trabajar con grupos de adolescentes de colegios, institutos y centros culturales de Barcelona al que bautizó Unidad Didáctica: Experimentación Europea, realizado en Espai Las de Arts Santa Mónica.
En 2017 publicó KMW Ediciones el libro Memorial, junto a un video-ensayo documental del proceso de creación de libro que se presenta en Fenómenos Fotolibros en el Centro de Cultura Contemporánea de Barcelona CCBB. Dirigió el Taller Autoedición Colectiva en el Centro Cultural de España de Lima, Perú producido por el Programa Acera. En 2018 presentó Régimen Desborde, una exposición que recoge varios proyectos realizados en España. En este mismo año junto a Alejandro Acín creó The Cage, un proyecto con la finalidad de explorar archivos audiovisuales de diferentes campos: desde lo artístico hasta lo social, pasando por lo pedagógico y el documental. The Cage está creado para cuestionar y reflexionar sobre la naturaleza y fin último de los archivos audiovisuales y su importancia como herramienta de construcción memorial colectiva. Además, Barón cuenta con creaciones en Bristol (Reino Unido), Katmandú (Nepal) y Bilbao (España).

## Obras
- C.E.N.S.U.R.A., 2011[9]

- Dossier Humint, 2013

- Los Últimos Días Vistos del Rey, 2014[10]
- Horizon, Laboratorio Experimental con Jon Cazenave y Julián Barón, 2014[11]

- Tauromaquia, 2014[12]

- Los últimos días de Franco vistos en TVE y Los primeros días del Rey vistos en TVE[13]

- DATERO JAULA, 2018[14]

## Trabajos premiados
C.E.N.S.U.R.A. (mención de honor en el First PhotoBook Award, Paris Photo-Aperture Foundation, 2011)